# Сефидшехр
Сефидше́хр (ранее Несраба́д) (перс. سفیدشهر‎) — небольшой город в центральном Иране, в провинции Исфахан. Входит в состав шахрестана Аран-и-Бидголь.

## География
Город находится в северо-западной части Исфахана, на западной границе пустыни Деште-Кевир, на высоте 883 метров над уровнем моря.
Сефидшехр расположен на расстоянии приблизительно 158 километров к северо-северо-западу (NNW) от Исфахана, административного центра провинции и на расстоянии 165 километров к югу от Тегерана, столицы страны.

## Население
По данным переписи, на 2006 год население составляло 5 151 человек.